# Йотуни
Йотуните (на старонорвежки: jötunn или jotun, в мн. ч. jötnar, превод „ненаситни“) са великани в скандинавската митология, обитаващи Йотунхайм и Утгард – най-крайните северни и източни райони на Земята (според съответните представи за устройството ѝ). Наследници са на потомците на ледения великан Имир, наричат ги още и хримтурси. В по-късната скандинавска традиция йотуните са известни като тролове.
Според митовете те са се появили се в света преди боговете и хората. Йотуните са врагове на боговете аси (които същевременно воюват и с друга група божества, наречени вани); ламтят за жените им и чудесните им предмети. Основен техен противник е бог Тор, защитаващ от тях Асгард и човешкия свят Мидгард. Въпреки враждебността си едни към други, между асите и йотуните има любовни връзки и бракове. От връзката на Локи (самият той е роден от йотуни) с великанката Ангрбода се раждат Хел, Йормунганд и Фенрир. Великанката Скади, дъщеря на Тяци е съпруга на бог Ньорд, а бог Фрейр се сватосва за Герд, дъщеря на Гимир, Тор има връзка с Ярнсакса, от която се ражда Магни и др.
Някои от йотуните са известни с голямата си мъдрост или магически умения. Такива са Бьолторн, дядо на Один, който предава на внука си магическите руни; Вафтруднир, състезавал се с Один по мъдрост; великанът-строител (с неизвестно име) на Асгард; Скрюмир и др. Великан-йотун е вероятно и Мимир, пазителят на извора на мъдростта, намиращ се под ясена Игдрасил.

## Йотуни, споменати в митовете

### Женски божества
- Ангрбода – великанка, родила от Локи вълка Фенрир, змията Йормунганд и Хел.
- Аурбода – великанка с неизвестен произход.
- Бестла – ледена йотунка, дъщеря на Бьолторн, майка на Один.
- Герд – съпруга на Фрейр.
- Грид – великанка, майка на Видар от Один.
- Гунльод – дъщеря на Гутунг.
- Гялп и Грейп – дъщери на Гейрод.
- Ели – великанка, сражавала се с Тор.
- Лаувейя – майка на Локи.
- Модгуд – великанка, служителка на Хел.
- Ран – съпруга на Егир.
- Ринд – майка от Один на Вали.
- Скади – снежна великанка и богиня, дъщеря на Тяци.
- Сол (Сул, Сунна) – богиня на слънцето, сестра на Мани, по произход йотун.
- Ток – великанка, в която се превръща Локи, за да не допусне връщането на Балдур от царството на мъртвите.
- Хел – дъщеря на Локи, чудовище, олицетворяващо смъртта, владетелка на царството на мъртвите.
- Хрод – съпруга на Гимир.
- Хюрокин – великанка, помогнала на асите да спуснат на вода погребалния кораб на Балдур.
- Ярнсакса – майка на Магни от Тор.

### Мъжки божества
- Алвалди – конкурент на Имир, баща на Тяци, Иди и Гангр.
- Бали – генерал на Муспелхайм, предводител на огнените гиганти заедно със Суртур и Логи по време на Рагнарьок.
- Бауги – син на Гилинг, по-малък брат на Гутунг, помогнал на Один да се сдобие с Меда на поезията.
- Бергелмир – син и наследник на Имир.
- Билейст – брат на Локи.
- Билинг – баща на Ринд.
- Бьолторн – дядо на Один, предал му руните.
- Вали – син на Локи
- Вафтруднир – великан, състезавал се с Один в мъдрост.
- Гейрод – инеист йотун, баща на Гялп и Грейп, противник на Тор.
- Гилинг – великан, убит от цвергите Фялар и Галар заради меда на поезията.
- Егир – морски великан, приятел на асите.
- Иди и Гангр – великани, по-малки братя на Тяци, синове на Алвалди.
- Имир – йотун, първото живо същество на Деветте свята.
- Кари – великан, отъждествяван с вятъра.
- Логи – великан, отъждествяван с огъня.
- (Локи) – бог от асите, който се числи към тях, въпреки произхода си от йотуните.
- Мани – бог на Луната, по произход йотун
- Мимир – сляп пазител на извора на мъдростта в корените на световното дърво – ясена Игдрасил.
- Мокуркалфи – исполин, направен от йотуните от глина, за да бъде помощник на Хрунгнир в битката му с Тор.
- Мундилфари – баща на Мани и Сол.
- Нарфи – брат на Вали.
- Скрюмир (още: Утгард-Локи) – великан, с който Тор се сблъсква при пътешествието си в Утгард.
- Сньор – великан, отъждествяван със снега.
- Суртур – господар на Муспелхайм.
- Сутунг – син на Гилинг, притежател на медовината на поезията.
- Трудгелнир – великан, произлязъл от Имир.
- Трюм – йотун, откраднал Мьолнир – чука на Тор.
- Тяци – йотун превъплъщенец, откраднал ябълките на Идун, пакостник, баща на Скади.
- Фарбаути – баща на Локи.
- Фялар – великан, който според митовете ще провъзгласи началото на Рагнарьок.
- Форньот – баща на Кари, Логи и Егир.
- Хресвелгр (Hraesvelgr) – управляващ ветровете.
- Хрим – йотун, капитан на кораба „Нагалфар“.
- Хрунгнир – един от владетелите на йотуните, имащ каменни глава и сърце, убит от Тор.
- Хуги – великан, отъждествяван със скоростта на мисълта.
- Хюмир – великан, с който Тор плава при риболова, когато улавя змията Йормунганд и от когото по-късно взима вълшебен котел за пиршеството на боговете.